# Jake Wetzel
Jake Wetzel (ur. 26 grudnia 1976 w Saskatoon) – kanadyjski wioślarz, złoty medalista w wioślarskiej ósemce podczas Letnich Igrzysk Olimpijskich w Pekinie.

## Osiągnięcia
- Igrzyska Olimpijskie – Sydney 2000 – czwórka podwójna – 7. miejsce[1].
- Mistrzostwa Świata – Mediolan 2003 – czwórka bez sternika – 1. miejsce[1].
- Igrzyska Olimpijskie – Ateny 2004 – czwórka bez sternika – 2. miejsce[1].
- Mistrzostwa Świata – Monachium 2007 – ósemka – 1. miejsce[1].
- Igrzyska Olimpijskie – Pekin 2008 – ósemka – 1. miejsce[1].